# Égide Arntz
 (mai 2023).
La mise en forme du texte ne suit pas les recommandations de Wikipédia : il faut le « wikifier ».
Les points d'amélioration suivants sont les cas les plus fréquents :
- Les titres sont pré-formatés par le logiciel. Ils ne sont ni en capitales, ni en gras.
- Le texte ne doit pas être écrit en capitales (les noms de famille non plus), ni en gras, ni en italique, ni en « petit »…
- Le gras n'est utilisé que pour surligner le titre de l'article dans l'introduction, une seule fois.
- L'italique est rarement utilisé : mots en langue étrangère, titres d'œuvres, noms de bateaux, etc.
- Les citations ne sont pas en italique mais en corps de texte normal. Elles sont entourées par des guillemets français : « et ».
- Les listes à puces sont à éviter, des paragraphes rédigés étant largement préférés. Les tableaux sont à réserver à la présentation de données structurées (résultats, etc.).
- Les appels de note de bas de page (petits chiffres en exposant, introduits par l'outil «  Source ») sont à placer entre la fin de phrase et le point final[comme ça].
- Les liens internes (vers d'autres articles de Wikipédia) sont à choisir avec parcimonie. Créez des liens vers des articles approfondissant le sujet. Les termes génériques sans rapport avec le sujet sont à éviter, ainsi que les répétitions de liens vers un même terme.
- Les liens externes sont à placer uniquement dans une section « Liens externes », à la fin de l'article. Ces liens sont à choisir avec parcimonie suivant les règles définies. Si un lien sert de source à l'article, son insertion dans le texte est à faire par les notes de bas de page.
- La présentation des références doit suivre les conventions bibliographiques. Il est recommandé d'utiliser les modèles {{Ouvrage}}, {{Chapitre}}, {{Article}}, {{Lien web}} et/ou {{Bibliographie}}. Le mode d'édition visuel peut mettre en forme automatiquement les références.
- Insérer une infobox (cadre d'informations à droite) n'est pas obligatoire pour parachever la mise en page.

Pour une aide détaillée, merci de consulter Aide:Wikification.
Si vous pensez que ces points ont été résolus, vous pouvez retirer ce bandeau et améliorer la mise en forme d'un autre article.
Égide Rodolphe Nicolas Arntz (Aegidius Rudolph Nicolaus Arntz), né le 1er septembre 1812 à Clèves en département de la Roer et mort le 23 août 1884 à Ixelles en Belgique, fut un député allemand, avocat, professeur et juriste belge. Il s'est distingué en tant que pionnier du droit international et a apporté une contribution majeure à la fondation de l'État indépendant du Congo, sous le règne du roi Léopold II de Belgique. Son travail et son expertise juridique ont été d'une importance cruciale dans l'établissement des fondements juridiques et politiques de cette colonie africaine.
D’origine allemande, Égide Arntz a œuvré dans un contexte marqué par d’importants changements politiques et sociaux en Europe. Il a connu une période de révolutions et de réformes et a vécu pendant un moment d’émergence des mouvements nationaux et de fondation d’États-nations modernes.
En tant que juriste, il a contribué aux questions liées aux droits de l’homme, à la liberté de la presse et à la protection des minorités.
Égide Arntz a également rédigé des ouvrages sur la philologie. Professeur de droit à l’Université, il a également été député au Parlement belge en 1857.

## Biographie

### Famille et jeunesse

#### Famille
Théodore Arntz, père d’Égide, épousa en 1804 Marie Hermine van Ackeren originaire également de la ville de Clève. Son père était bourgmestre de Mehr, une commune avoisinant Clève. De ce mariage, naissent dix enfants, dont quatre filles et six garçons. Constance Arntz est leur seule fille s’étant mariée. L’ainé, Édouard Arntz, né en 1809 et Guillaume Arntz, né en 1816 se sont livré, tous deux, à la médecine telle que leur père. Louis Arntz, vice-président du tribunal de Düsseldorf, a été l’exemple pour Égide Arntz qui lui aussi a suivi des études de droit. Enfin, deux autres fils sont morts jeunes. Nicolas Arntz, grand-père paternel d’Égide, dirigeait une exploitation agricole à quelques kilomètres de Clève.Quant à Égide, il épousa Jeanne-Pétronille Bichon avec qui il eut une fille se prénommant Marie.

#### Jeunesse
Égide Arntz est originaire d’une famille bourgeoise et voit le jour à Clève en Allemagne. Fils de Théodore Arntz, médecin distingué, Égide Arntz grandit dans une famille de confession catholique et ses années furent heureuses. Il passe toute sa jeunesse à Clève où il termina ses humanités. Dès son plus jeune âge, Égide a très rapidement montré son talent pour les langues et les études juridiques et il s’est entièrement dévoué à la science et à la pratique du droit. Pour ce faire, il débuta ses études universitaires en 1830 à l’université de Munich dans sa faculté de droit.
Arntz, prônant des idées libérales, a participé au mouvement de la Burschenschaft au sein la Germania. Néanmoins, pour ses idées révolutionnaires Égide Arntz a été accusé de trahison. C’est alors que quelques années plus tard, après avoir poursuivi ses études dans diverses universités allemandes, décide de s’installer à Liège en Belgique afin de s’exiler et afin de ne pas être poursuivie pour subversion. Le 5 septembre 1849, il épousa Jeanne-Pétronille Bichon, une jeune femme hollandaise.

#### Mort
Égide Arntz, est mort à l’âge de 71 ans, le 23 août 1884 dans la commune d’Ixelles à Bruxelles. Beaucoup de ses amis n’ont pas pu être présents à ses funérailles. Égide ne souhaitait pas d’oraison funèbre et avait refusé tout honneur militaire de son rang d’officier de l’ordre de Léopold.

### Études et formation

#### Études
Égide Arntz a étudié à l’Université de Munich, où il a développé des idées libérales dans la Burschenschaft Germania qui était définie comme “une association libre de jeunesse allemande engagée dans des études universitaires, basée sur les liens étroits entre la jeunesse allemande et l’unité grandissante du peuple allemand”. Sa devise était “Honneur, liberté, patrie". Son lien avec cette association l'a poussé à fréquenter l'université d'Iéna. En effet en juin 1815, les étudiants ont pris la décision de dissoudre les cinq associations régionales existantes pour établir une unique Burschenschaft basée à l’université d'Iéna.
L’association a été dissoute et ses membres expulsés, car le gouvernement bavarois craignait ces idées et son influence. À la suite de cela, Arntz a poursuivi ses études à l'université d'Iéna en 1831, Bonn et Heidelberg. Il prit goût au droit romain et commença à étudier la jurisprudence. En 1834, il passa un examen pour devenir magistrat.
Sa licence de droit en poche, il est nommé à Clèves juge (Auskulator) en 1834, mais son passé en tant qu’adhérant de l’association Germania le rattrape. Par conséquent, il prend la décision de fuir son pays à l'aide de sa famille. Il s’installe à Liège où il commence à étudier le droit belge dans le but de se perfectionner aux différentes branches de celui-ci. Ses études à Liège lui ont permis d'obtenir un doctorat en droit avec grande distinction. Il prêta serment pour exercer le métier d’avocat le 2 novembre 1835 et il commença son stage chez Maitre Forgeur. Le 11 décembre de la même année, il fit sa première plaidoirie et resta par la suite 3 ans à exercer à Liège. Alors qu’il y exerçait la profession d’avocat, il fut condamné en 1837 par contumace à quinze ans de prison pour haute trahison dans son pays natal. Par la suite, il décida de demander la naturalisation auprès du parlement belge. Cependant, sa demande de naturalisation fut rejetée. Cette décision a gâché les ambitions diplomatiques d’Arntz en Belgique. Au lieu de cela, en 1838, il devint professeur de pandectes à l’Université Libre de Bruxelles (ULB). Il fonde la revue juridique La Belgique judiciaire en 1841 et devient professeur de droit public en 1848.

#### Carrière
À cette époque, un grand changement avais eut lieu pour Egide Arntz. Le roi de Prusse, Fréderic-Guillaume III gracia toutes les personnes qui ont été coupables de haute trahison durant le règne de son père, par conséquent Arntz pu revenir dans son pays natal. Arntz posa sa candidature dans l’arrondissement de Clèves pour être élu dans l’élection de l’assemblée générale. Arntz quitta l’université, après avoir été élu à l’Assemblée nationale de Francfort où il fut élu à l’unanimité grâce à un discours se basant sur les questions sociales. Le projet de constitution a été rejeté par le roi et le parlement a été dissous. Arntz est de nouveau élu à la deuxième chambre de la Diète prussienne, mais ce comité est également dissous. À la suite de cela Arntz revient à Bruxelles en 1849, à son retour, il revint à l’université libre de Bruxelles en récupérant une meilleure place que celle qu’il avait. Dès son retour il reprit la fonction de professeur, mais cette-fois en tant que professeur de droit civil. Il a enseigné un grand nombre de matières et a été président de la faculté de droit à plusieurs reprises. Dès 1856, il est le premier professeur de droit international à l’ULB. Dans la période 1866-1867, il était recteur et de 1867-1868 il était prorecteur et délégué de la faculté de droit.

### Impact social
Cela dit, c’était presque insignifiant par rapport à l’influence morale et intellectuelle qu’il a eu sur la société de son époque. Il était reconnu comme l’un des plus grands avocat du barreau, il travaillait pour de grandes entreprises comme la compagnie de chemin de fer rhénans. Il fut même appelé à être arbitre ou à donner son avis sur certains conflits concernant ces entreprises.
Arntz a écrit une justification pour l’Association internationale africaine (AIA) du roi Léopold II de Belgique où il disait que les chefs tribaux congolais avait la possibilité de céder leur territoire à une organisation privée et pourquoi une telle organisation pouvait établir un État souverain.
Avec son collègue britannique Travers Twiss, Arntz a ainsi jeté les bases juridiques de l’établissement de l’État indépendant du Congo. Un article qu’il avait écrit en 1883 au nom de l’AIA a été inclus dans le rapport du sénateur américain John Tyler Morgan sur lequel les États-Unis ont reconnu le drapeau de l’Association internationale du Congo. Il a également écrit le premier projet d’une constitution congolaise, jusqu’à ce que Twiss reprenne ce travail à sa mort.

### Impact et contribution dans le domaine du droit
Egide Arntz, personnalité éminente dans le domaine du droit, a laissé une marque indélébile dans divers domaines. Il est connu notamment pour avoir fondé un périodique juridique dont le nom était « Belgique judiciaire ». En collaboration avec trois de ses collègues et amis, dont M. Bartels, un avocat renommé, M. Auguste Orts, une figure éminente du barreau de Bruxelles et président de la Chambre des Représentants, ainsi que M. Henri Lavallée, un avocat respecté à l’époque, ils ont lancé le premier numéro de cette publication le 4 décembre 1842. Ce journal a continué d’être publié de 1843 à 1939.
Initialement, le périodique avait une périodicité bihebdomadaire, avec des parutions le dimanche et le jeudi, de 1843 à 1913. Ensuite, il est devenu hebdomadaire, avec une parution dominicale, de 1914 à 1928. Finalement, à partir de 1929, le journal est devenu bimensuel.[2]« Belgique judiciaire. Gazette des tribunaux belges et étrangers » a connu plusieurs lieux d’édition au cours de son existence. De 1843 à 1914, il a été édité à Bruxelles. De 1914 à 1926, l’édition a été déplacée à Liège, puis de 1927 à 1933 à Frameries. Finalement, en 1934, le journal est retourné à Bruxelles où il a été publié jusqu’en 1939.[3] Cette publication a joué un rôle important en fournissant des informations et des analyses juridiques, couvrant à la fois les tribunaux belges et étrangers. Son parcours éditorial témoigne de son impact et de sa longévité dans le paysage juridique belge jusqu’à la fin des années 1930.
Outre ses activités universitaires et ses contributions à la presse juridique, Egide Arntz s’est également engagé en politique et est devenu député. Il était un fervent partisan du régime de monarchie constitutionnelle en Allemagne, qu’il considérait comme conciliant le mieux le passé et l’avenir, avec un trône basé sur la volonté nationale et entouré d’institutions libérales. Ses idéaux politiques incluaient l’égalité de tous les citoyens devant la loi, l’égalité des droits politiques indépendamment de la condition sociale ou religieuse, la garantie de la liberté individuelle, l’inviolabilité du domicile, la liberté de la presse et de la parole, la liberté d’association, l’indépendance de l’Église vis-à-vis de l’État, la liberté de culte dans le sens le plus large, et la liberté d’émigration. Il défendait également l’autonomie communale et la stabilité constitutionnelle, tout en prônant une réduction graduelle de la dette publique pour éviter la banqueroute. Tous ces idéaux, ont marqué le droit à son époque.
En plus de ses activités politiques et académiques, Egide Arntz était membre de l’Institut de droit international à Gand, à partir de 1877. Il y était très actif, participant aux questions de droit des gens et de droit international privé. Il a contribué à la rédaction de résolutions relatives au Congo et a joué un rôle essentiel dans l’établissement d’une commission de la police sanitaire internationale.Parallèlement à son engagement dans le domaine du droit international, M. Arntz a également été directeur de la Revue de droit international et de législation comparée à partir de 1878. Cette revue, fondée par Gustave Rolin-Jaecquemyns en 1868, était la première du genre en langue française et précurseur de nombreuses publications ultérieures dans le domaine du droit international public.
L’œuvre la plus notable d’Arntz dans le domaine du droit public est son ouvrage intitulé « Cours de droit civil français, comprenant l’explication des lois qui ont modifié le Code civil en Belgique ». Cette œuvre, qui reflète ses riches expériences et les fruits de sa réflexion tout au long de sa vie, a été publiée en deux volumes lors de sa première édition en 1860-1875. Malgré sa complexité, elle est largement reconnue comme l’un des meilleurs manuels de droit civil français.Dans la préface de cet ouvrage, Arntz exprime son intention de présenter de manière concise et rationnelle les principes du droit civil français, en abordant brièvement les principales controverses qui y sont liées, ainsi que les questions découlant de leur application. Une grande attention a été accordée à l’histoire interne du droit, mettant en évidence l’origine de chaque disposition du Code civil et expliquant les transformations qu’elles ont subies au fil du temps.Cette œuvre constitue une ressource précieuse pour les professionnels du droit et les étudiants, permettant une comparaison approfondie des développements législatifs dans les domaines du droit civil en Belgique et en France, et offrant une perspective historique et rationnelle des principes juridiques qui les sous-tendent.
Enfin, il est important de mentionner qu'Egide Arntz a également exercé en tant que consultant dans les domaines du droit civil et du droit public. Sa liste de publications témoigne de son activité prolifique et de son influence dans le milieu juridique. On note notamment sa contribution à la rédaction de la Constitution de l’État indépendant du Congo.

## Œuvres
- 1846 . De l'existence légale, en Belgique, des sociétés anonymes étran- gères, consultation rédigée avec MM. BASTINÉ, professeur à l'Université de Bruxelles, et BARTELS.
- 1848-1849. Brochures politiques et de droit public, en allemand, sur la translation à Brandebourg de l'Assemblée constituante, et sur la Constitution prussienne du 5 décembre 1848.
- 1858. Programme du cours de droit civil.
- 1860-1875. Cours de droit civil français, comprenant l'explication des lois qui ont modifié le Code civil en Belgique, deux volumes, première édition.
- 1866. Ce que doit être la science. Discours rectoral.
- 1867. De la nécessité des études historiques. Discours de protectorat.
- 1876. Précis méthodique des règlements consulaires en Belgique. Lettre sur la théorie de la non intervention. (Revue de droit international, t. VIII.)
- 1877. De la situation de la Roumanie au point de vue du droit international. (Revue citée, t. IX.)
- 1878. Consultation sur la validité de la naturalisation et du second mariage de Mme la princesse de Bauffremont.
- 1879-1880. Deuxième édition du Cours de droit civil français, en quatre volumes.
- 1880. Observations sur la question de l'immutabilité du régime con- jugal en cas de changement de domicile des époux. (Revue de  droit international, t. XII.)
- 1881. Du différend né entre la Grèce et la Turquie par suite du traité de Bertin. (Revue cîtée, t. XIII.) De l'origine, des motifs et de la portée de l'article 2 7 , alinéa 2 , de la Constitution belge. (Bulletin de l'Académie royale de Belgique, 5e série, t. II, no 12.)
- 1882. Programme du cours de droit des gens fait à l'Université de Bruxelles. Les droits des étrangers en Suisse. Note additionnelle à l'étude de M. D'ORELLI, intitulée : Les droits des étrangers en Suisse et le congrès socialiste universel. (Revue citée, t. XIV.)
- 1883. Le Gouvernement portugais et l'Institut de droit international. (Revue citée, t. XV .)